# Irische Republikanische Bruderschaft

Sunburst flag (irisch: An Gal Gréine) der Irisch Republikanischen Bruderschaft

Die Irische Republikanische Bruderschaft (irisch: Bráithreachas Phoblacht na hÉireann, BPÉ oder kürzer irisch Bráithreachas na Poblachta; englisch: Irish Republican Brotherhood, IRB) wurde 1858 von James Stephens in Dublin gegründet. Die IRB war federführend beim Aufstand von 1867, insbesondere aber beim Osteraufstand von 1916. Sie beeinflusste als Geheimorganisation über eine Zeitspanne von rund 60 Jahren die irische Politik, indem sie die gezielte Unterwanderung anderer Massenorganisationen betrieb, um dort möglichst großen Einfluss zu gewinnen.

## Vorgeschichte
Während der Hungersnot in Irland, zwischen 1845 und 1852, hatte die Bewegung Young Ireland unter der Führung von William Smith O’Brien und Charles Gavan Duffy zu den Waffen gegriffen und 1848 versucht, gewaltsam die Unabhängigkeit Irlands von Großbritannien zu erkämpfen. James Stephens war mit unter den Aufständischen, die jedoch, aufgrund mangelhafter Ausrüstung und fehlendem Rückhalt aus der Bevölkerung, scheiterten.

## Gründung der IRB
Stephens war nach der Niederlage 1848 nach Frankreich geflüchtet und kam erst 1856 nach Irland zurück, wo er versuchte, Kontakt zu den alten Mitstreitern aufzunehmen.
Am St. Patrick’s Day 1858 gründete James Stephens gemeinsam mit Thomas Luby Clarke auf dem Holzlagerplatz von Peter Lanigan in der Lombard Street in Dublin eine Geheimgesellschaft, die sich mal als „The Society“, mal als „The Brotherhood“ bezeichnete. Ursprünglich sollte die Gesellschaft Irish Revolutionary Brotherhood heißen, aber spätestens ab 1873 wurde der Name Irish Republican Brotherhood üblich.
Als amerikanisches Gegenstück zur IRB in Irland gründeten John O’Mahony und Michael Doheny die Fenian Brotherhood, die Bruderschaft der Fenier. „Fenier“ (englisch: „Fenians“, irisch: na Fíníní) wurde zu dieser Zeit ein Begriff für irisch-revolutionäre Kreise, die die Freiheit und Unabhängigkeit Irlands anstrebten, abgeleitet von der Fianna, der Kriegerschar des irischen Sagenhelden Fionn mac Cumhaill.
Die amerikanische Organisation diente vor allem dazu, Geld und Waffen für den irischen Unabhängigkeitskampf zu beschaffen. 1866 machte sie durch eine Reihe von Überfällen auf die britischen Kolonien in Kanada von sich reden. Diese stellten den Versuch dar, britische Truppen in Nordamerika zu binden und so den bewaffneten Kampf in Irland zu unterstützen.
Die soziale Komponente des Fenianismus, in Verbindung mit ihrem geheimen Auftreten, bildeten die Grundlage für die Anschuldigung, insbesondere der katholischen Geistlichkeit, die Fenier seien Kommunisten. Tatsache ist jedoch, dass sie keinerlei sozialen Programme für eine irische Republik vorgesehen hatten. Ihre rein nationalistische Denkweise sah allerdings die strikte Trennung von Kirche und Staat vor. Das war ebenso neu, wie der Umstand, dass die Bruderschaft nicht nur in Irland selbst Unterstützung erhielt, sondern auch von emigrierten Iren in den USA und in Großbritannien.
1867 kam es auch in Irland zu einem versuchten Aufstand der Fenier, der jedoch bereits im Ansatz erfolglos blieb. Weitere Anschläge 1867 und 1871, sowie Bombenattentate in England zeigten, dass Irland durch diese Strategie seiner Unabhängigkeit nicht näherkam.

## Neugliederung
Jeremiah O’Donovan Rossa war einer der Männer der ersten Stunde der IRB gewesen, als er mit seiner in Skibbereen gegründeten Phönix-Gesellschaft 1858 übergewechselt war. Gemeinsam mit John Devoy, der wie O’Donovan Rossa wegen seiner Aktivitäten im Gefängnis gewesen war, begann er von den USA aus mit der Neuorganisation der IRB. 1873 wurden die Statuten der Bruderschaft geändert. Sie wurde von da an von einem elfköpfigen „Obersten Rat“ geführt, der zum Teil gewählt wurde und so sieben britische und irische Wahlkreise repräsentierte. Mitglieder der IRB leisteten einen Eid, diesen Rat als „Regierung der Republik Irland“ anzuerkennen.
Obwohl sie selbst, bis auf eine Anschlagserie in englischen Städten in den 1880er-Jahren, in keine direkten revolutionären Aktivitäten verwickelt war, gewann die IRB in dieser Phase doch erheblichen Einfluss auf die Politik, da sie in fast allen Massenorganisationen der folgenden Jahre durch ihre Mitglieder vertreten war. So war die Irish Land League (mit Michael Davitt) und ihre Nachfolgerin, die Irish National League, in ihren Führungspositionen ebenso mit IRB-Mitgliedern besetzt, wie die Home Rule League, die sich später in Irish Parliamentary Party umbenannte und von Charles Stewart Parnell vertreten wurde.
Nach dem öffentlichen Skandal 1890, als die jahrelange Liaison zwischen Parnell und Katharine O’Shea bekannt geworden war, war die IRB jedoch nicht mehr in der Lage, die Schwächen und Spaltungen der politischen Gegner, z. B. der Liberal Party im Unterhaus in der Frage der Home Rule, für sich auszunutzen. Als Parnell schließlich 1891 starb, verlor die nationale Bewegung den Mann, der die unterschiedlichen Kräfte zusammengehalten hatte.
Andererseits entstand in dieser Zeit ein neues Nationalgefühl, das sich in einer unpolitischen Bewegung widerspiegelte. Die Irische Renaissance, mit Vertretern wie William Butler Yeats, Lady Gregory, George William Russell und John Millington Synge, führte zu einer Wiedererweckung der irischen Identität und Kultur, die durch die Gründung der Conradh na Gaeilge durch Douglas Hyde und Eoin MacNeill 1893 öffentliche Wirkung bekam und, neben der IRB, später auch die Sinn Féin und James Connollys sozialistische Bewegung beeinflussen sollte.

## Der Weg in den Osteraufstand
Thomas James Clarke, der bereits in jungen Jahren für die IRB tätig gewesen war, und nach einem versuchten Sprengstoffanschlag 1883 in London verhaftet worden war, kehrte 1907 nach Irland zurück, gerade zu dem Zeitpunkt, als Bulmer Hobson und Seán Mac Diarmada die IRB zu neuem Leben erweckten. Sie bahnten den Weg für alles, was nun folgen sollte. Die IRB und die Sinn Féin hatten beide die Affinität zu separatistischen Tendenzen, und es gab enge Freundschaften zwischen ihren Mitgliedern. Der Unterschied zwischen den beiden Organisationen war, dass Sinn Féin eine Politik des passiven Widerstands verfolgte, während die IRB die gewaltsame Gründung einer irischen Republik anstrebte. Dennoch bildete Mac Diarmada als angestellter Organisator der Sinn Féin eine neue Verbindung der IRB in die Politik. Von 1910 an gab die IRB die Zeitung Irish Freedom heraus, mit Mac Diarmada als Manager und Hobson als Redakteur.
Der Oberste Rat war weiterhin die höchste Führungsebene der IRB. Außerhalb von Sitzungen wurden alle Befugnisse des Obersten Rates, außer Kriegserklärungen auszusprechen, einer dreiköpfigen Exekutive übertragen: dem Präsidenten, dem Generalsekretär und dem Schatzmeister. Die Statuten sahen zudem die Einrichtung eines Militärrates vor, der dem Obersten Rat untergeordnet war.
Eine neue Generation junger Mitglieder sollte die IRB nun in die Lage versetzen, jede günstige Gelegenheit zu einem Aufstand zu nutzen, wenn sie sich bot. Männer wie Pádraig Pearse, Joseph Plunkett, Thomas MacDonagh und Éamonn Ceannt zog es in die Bruderschaft.
Als Antwort auf die Gründung der Ulster Volunteer Force, die aus protestantischen Unionisten bestand, die auf militärischem Wege die Home Rule verhindern wollten, gründeten sich unter Federführung von Eoin MacNeill und The O’Rahilly 1913 die Irish Volunteers. Beide waren nicht Mitglied der IRB, die jedoch von Beginn an gezielt durch Männer wie Ceannt, Pearse und MacDiarmada starken Einfluss auf die Führung der Volunteers nahm. Als sich die Volunteers 1914 spalteten, weil der Führer der Irish Parliamentary Party, John Redmond, deren Eintritt in die Britische Armee gefordert hatte, verstärkte sich die Unterwanderung der Restgruppe der Volunteers, die dem Aufruf nicht folgen wollten, durch die IRB noch weiter.
Auf Initiative von Thomas J. Clarke gründete sich im Mai 1915 der siebenköpfige Militärrat der IRB, der von nun an den Aufstand plante, der Ostern 1916 ausgelöst wurde. Eine Übereinkunft mit James Connolly, der nicht Mitglied der IRB war, stellte das gemeinsame Vorgehen dessen Irish Citizen Army und der Volunteers sicher. Zwischen der Gewerkschaftsbewegung und der IRB hatte es bereits 1913 freundschaftliche Verbindungen gegeben, als Clarke, Pearse und die Irish Freedom während der Aussperrungen in Dublin für James Larkin eingetreten waren.
In den Heimlichkeiten der IRB – so waren Eoin MacNeill und The O’Rahilly als Führer der Volunteers nicht in die Pläne des IRB-Militärrats eingeweiht; Joseph Plunkett wurde nach Deutschland entsandt, um hinsichtlich möglicher Waffenlieferungen die offiziellen Verbindungen herzustellen, weil Roger Casement nicht IRB-Mitglied war – sahen viele Republikaner später einen der Gründe für die Verwirrungen und damit für das Scheitern des Osteraufstands.

## Wiederaufbau und Ende
Die Anführer des Aufstands wurden im Anschluss hingerichtet – damit war der Oberste Rat der IRB praktisch ausgelöscht. Nachdem die Gefangenen freigelassen worden waren, musste sich die Bruderschaft 1917 neukonstituieren. Seán McGarry wurde zum Präsidenten gewählt, Michael Collins zum Generalsekretär und Diarmuid Lynch zum Schatzmeister. Der Oberste Rat bestand nun aus 15 Mitgliedern.
Die Bildung des ersten Dáil Éireann und die Umwandlung der Irish Volunteers zur Irish Republican Army (IRA), sahen noch einmal den beträchtlichen Einfluss der IRB auf diese Institutionen. Das lag in der Person von Michael Collins begründet, der als Finanzminister im Dáil und als Geheimdienst-Chef der IRA noch immer die Fäden zog. Doch es zeigten sich auch Risse: so war das tiefe Zerwürfnis zwischen Cathal Brugha, der zwischenzeitlich Stabschef der IRA war, und Michael Collins darin begründet, dass letzterer rangmäßig untergeordnet, aber durch seine IRB-Präsidentschaft der eigentliche Kopf der IRA war. Collins weigerte sich, eine Einflussnahme anderer Sinn-Féin-Politiker auf die Armee zuzulassen.
So blieb die Machtposition der IRB auch während des Irischen Unabhängigkeitskriegs bestehen. Erst dessen Ende, die Unterzeichnung des Anglo-Irischen Vertrags im Dezember 1921, brachte den Zusammenbruch der IRB, weil sich die meisten Mitglieder im darauffolgenden Irischen Bürgerkrieg auf die Seite der Vertragsgegner schlugen, und damit in Gegnerschaft zu Collins standen. Spätestens mit dem Tod Collins‘ 1922 existierte die IRB nicht mehr.